# Rory Sutherland (rugbista)
Rory Sutherland (Melrose, 24 agosto 1992) è un rugbista a 15 internazionale per la Scozia, militante nell'Edimburgo nel ruolo di pilone.

## Biografia
Cresciuto nelle giovanili della sua città, militò a livello di club amatoriale in Hawick, Biggar e Gala prima di entrare nell'accademia dell'Edimburgo; debuttò nella stagione successiva in prima squadra e nel 2015, in occasione della Coppa del Mondo in Inghilterra, benché fuori dalla rosa dei convocati fu chiamato come rimpiazzo a seguito dell'infortunio occorso a Ryan Grant in preparazione del quarto di finale contro l'Australia; tuttavia rimase in panchina e non fu utilizzato nella gara che la Scozia perse di un solo punto.
L'esordio avvenne in occasione del Sei Nazioni 2016 e nel corso dell'anno dovette interrompere l'attività a causa di un infortunio ai muscoli adduttori, i cui sintomi aveva ignorato fin dai tempi del debutto professionistico, e che lo costrinse a sottoporsi a un'operazione di ricostruzione dei legamenti dei muscoli, a seguito della quale rimase praticamente immobilizzato per tre mesi onde evitare sforzi che avrebbero compromesso l'esito dell'intervento chirurgico.
Rientrato in squadra, tornò titolare fisso in nazionale dal Sei Nazioni 2020 e a maggio 2021 ha ricevuto la convocazione nel tour in Sudafrica dei British & Irish Lions.